# Vostochni (Starominskaya, Krasnodar)
Vostochni (del ruso: Восточный) es un posiólok del raión de Staromínskaya del krai de Krasnodar, en Rusia. Está situado en las llanuras de Kubán-Priazov, 16 km al sur de Staromínskaya y 150 km al norte de Krasnodar, la capital del krai. Tenía 286 habitantes en 2010.
Pertenece al municipio Rasvétovskoye.

## Historia
Tiene su origen en la sección n.º 2 del sovjós Starominskoye, designada Vostochni en 1958.